# Herrarnas Madison vid olympiska sommarspelen 2000
Herrarnas Madison i bancykling vid olympiska sommarspelen 2000 ägde rum den 21 september 2000 i Sydney.

## Medaljörer
| Event             | Guld                                  | Silver                                   | Brons                                 |
| Herrarnas Madison | Australien Brett Aitken Scott McGrory | Belgien Etienne De Wilde Matthew Gilmore | Italien Silvio Martinello Marco Villa |

## Resultat
| Placering | Land           | Idrottare                             | Poäng | Varv efter |
| --------- | -------------- | ------------------------------------- | ----- | ---------- |
| 1         | Australien     | Brett Aitken och Scott McGrory        | 26    | 0          |
| 2         | Belgien        | Etienne De Wilde och Matthew Gilmore  | 22    | 0          |
| 3         | Italien        | Silvio Martinello och Marco Villa     | 15    | 0          |
| 4         | Storbritannien | Rob Hayles och Bradley Wiggins        | 13    | 0          |
| 5         | Österrike      | Roland Garber och Werner Riebenbauer  | 10    | 0          |
| 6         | Tyskland       | Guido Fulst och Olaf Pollack          | 9     | 0          |
| 7         | Argentina      | Juan Curuchet och Gabriel Curuchet    | 9     | 0          |
| 8         | Nederländerna  | Robert Slippens och Danny Stam        | 8     | 0          |
| 9         | Ukraina        | Oleksandr Fedenko och Vasyl Yakovlev  | 8     | 0          |
| 10        | Frankrike      | Christophe Capelle och Robert Sassone | 5     | 0          |
| 11        | Schweiz        | Kurt Betschart och Bruno Risi         | 5     | 0          |
| 12        | Danmark        | Jimmi Madsen och Jakob Piil           | 5     | 0          |
| 13        | Spanien        | Isaac Gálvez och Juan Llaneras        | 3     | 0          |
| 14        | Ryssland       | Eduard Gritsun och Anton Shantyr      | 5     | 2          |